# Hage Geingob
Hage Gottfried Geingob (n. 3 august 1941, Otjiwarongo, regiunea Otjozondjupa, Namibia – d. 4 februarie 2024, Windhoek, Namibia) a fost un politician namibian, al treilea președinte al Namibiei din 2015 până la moartea sa în 2024. Geingob a fost primul prim-ministru al Namibiei între 1990 și 2002 și a servit din nou ca prim-ministru între 2012 și 2015. Între 2008 și 2012, Geingob a ocupat funcția de ministru al Comerțului și Industriei. El a fost, de asemenea, președinte al partidului de guvernământ SWAPO din 2017 până la moartea sa.
În noiembrie 2014, Geingob a fost ales președinte al Namibiei cu o marjă copleșitoare. În noiembrie 2017, Geingob a devenit al treilea președinte al SWAPO după ce a câștigat cu o marjă mare la cel de-al 6-lea Congres al partidului. În august 2018, Geingob a început un mandat de un an ca președinte al Comunității de Dezvoltare a Africii de Sud.

## Tinerețe
Geingob s-a născut în Otjiwarongo, Africa de Sud-Vest (actuala Namibia), în 1941. El a primit educația timpurie la Otavi, în Africa de Sud-Vest, sub sistemul de învățământ bantu. S-a alăturat Augustineumului, unde au fost educați cei mai mulți dintre liderii politici de seamă ai Namibiei de astăzi, în 1958. În 1960, a fost exclus din Augustineum pentru că a participat la un marș de protest față de calitatea proastă a educației. A fost, însă, readmis și a terminat cursul de formare a profesorilor în 1961. Ulterior, el a ocupat un post didactic la școala primară Tsumeb din centrul Namibiei, dar a decis că nu își poate continua studiile în Namibia. În calitate de profesor, i-a fost de supărare ca a fost forțat să participe la sistemul de învățământ bantu (Legea educației bantu, 1953).
Prin urmare, la sfârșitul anului școlar, și-a părăsit locul de muncă pentru a căuta. cunoștințe și instrucțiuni care l-ar putea ajuta să schimbe sistemul. El și trei dintre colegii săi au mers pe jos și au făcut autostopul în Botswana pentru a scăpa de sistem. Din Botswana, era programat să plece la Dar es Salaam, Tanzania, cu un avion închiriat de Congresul Național African (ANC), dar avionul a fost aruncat în aer de sud-africani. Cu toate acestea, bomba care fusese instalată în avion a explodat prematur, înainte ca avionul să poată decola. Ulterior, regimul de apartheid a înăsprit și „calea ferată subterană”. Drept urmare, Geingob a rămas în Botswana, unde a servit ca reprezentant asistent al Organizației Poporului din Africa de Sud-Vest (SWAPO) (1963–64).

## Anii de universitate
În 1964, Geingob a plecat în Statel.e Unite pentru a studia la Universitatea Temple din Philadelphia, Pennsylvania, unde i s-a acordat o bursă. Ulterior, a obținut o diplomă de licență de la Universitatea Fordham din New York City în 1970 și o diplomă de master în relații internaționale de la Facultatea de Absolvent a New School, New York în 1974.
În 1964, a fost numit Reprezentant SWAPO la Națiunile Unite și în America. A ocupat această funcție până în 1971. A călătorit mult, străbătând Statele Unite, vorbind cu oamenii și adresându-se la adunări. El și colegii săi nu au avut întotdeauna succes, dar în cele din urmă Adunarea Generală a Națiunilor Unite a recunoscut SWAPO ca unic și autentic reprezentant al poporului Namibiei. Lupta namibienilor la forurile internaționale și lupta lor armată lansată în 1966, au dus în cele din urmă la independența Namibiei în 1990.

## Carieră ca politician și educator
În 1972, Geingob a fost numit la Secretariatul Națiunilor Unite ca ofițer de afaceri politice, funcție pe care a deținut-o până în 1975, când a fost numit director al Institutului Națiunilor Unite pentru Namibia. El și echipa sa au fost responsabili pentru înființarea institutului, a cărui funcție principală era de a pregăti cadre care ar putea prelua funcția publică din Namibia la independență. O altă componentă importantă a institutului a fost să efectueze cercetări sectoriale pentru a dezvolta un cadru politic pentru guvernul Namibiei independente. De-a lungul anilor, a crescut în statură și au fost stabilite relații instituționale cu diverse instituții de învățământ superior din Europa, inclusiv Universitatea din Warwick, Universitatea din East Anglia și Universitatea din Sussex. Aceste și alte instituții au recunoscut diploma institutului și au admis absolvenții acestuia pentru studii ulterioare.
Geingob a fost director al Institutului Națiunilor Unite pentru Namibia până în 1989. În același timp, a continuat să fie membru atât al Comitetului Central, cât și al Biroului Politic al SWAPO.
În 1989, a fost ales de Biroul Politic al SWAPO pentru a conduce campania electorală a SWAPO în Namibia. Pentru a îndeplini această sarcină, s-a întors în Namibia împreună cu mulți dintre colegii săi la 18 iunie 1989, după o absență de 27 de ani din țară. În calitate de director de alegeri al SWAPO, Geingob, împreună cu alți membri ai directoratului său, a înființat centre electorale SWAPO în toată țara și a condus o campanie electorală care a adus SWAPO la putere în Namibia.
La 21 noiembrie 1989, după alegeri, a fost ales președinte al Adunării Constituante, care a fost responsabilă cu formularea Constituției Namibiei. Dar înainte de a putea fi formulată o constituție, el a trebuit să se asigure că Adunarea Constituantă a trecut printr-un proces de construire a încrederii între oameni, care erau cunoscuți pentru ura lor unul față de celălalt. Ulterior, reconcilierea națională a devenit politică guvernamentală. Sub președinția lui Geingob, Adunarea Constituantă a adoptat în unanimitate Constituția Namibiei la 9 februarie 1990.
La 21 martie 1990, Geingob a depus jurământul ca prim-ministru al Republicii N.amibia, iar la 21 martie 1995, a depus jurământul pentru un al doilea mandat. El a servit în această calitate timp de 12 ani. În calitate de prim-ministru, Geingob a introdus guvernului abordări moderne de management; a fost, de asemenea, dedicat conservării naturii împreună cu turismul, iar la începutul anilor 1990 a deschis Ongava Lodge, chiar la sud de Parcul Național Etosha.
Într-o remaniere a cabinetului din 27 august 2002, Geingob a fost înlocuit ca prim-ministru de Theo-Ben Gurirab și numit ministru al administrației regionale și locale și al locuințelor, dar a refuzat să accepte această poziție mai mică. El ocupase locul nouă, cu 368 de voturi, la alegerile pentru comitetul central al SWAPO la congresul partidului din august 2002, dar la 15 septembrie nu a reușit să fie reales în Biroul Politic SWAPO; a primit 33 de voturi din partea comitetului central format din 83 de membri, în timp ce candidatul de succes cu cel mai mic punctaj a primit 35 de voturi.
În 2003, Geingob a fost invitat să fie secretar executiv al Coaliției Globale pentru Africa, cu sediul la Washington, DC.. Coaliția Globală pentru Africa este un forum interguvernamental care reunește factorii de decizie africani de top și partenerii lor din comunitatea internațională pentru a construi un consens asupra p.r.oblemelor prioritare de dezvoltare ale Africii. Se bazează pe premisa că Africa poate crește numai din interior, dar pentru a face acest lucru are nevoie de sprijin din exterior. Accentul său a fost să lucreze cu organizațiile continentale și regionale africane și cu partenerii de dezvoltare ai Africii pentru rezolvarea conflictelor în Africa, promovarea bunei guvernări în statele africane și integrarea economiilor africane în economia globală.
În desemnarea candidaților parlam,entari SWAPO de către delegații de partid la 2 octombrie 2004, Geingob, la vremea aceea încă la Washington, lucrând pentru Coaliția Globală pentru Africa, s-a clasat pe locul 28 din 60. Apoi a părăsit Coaliția Globală pentru Africa și s-a întors în Namibia pentru a participa la alegerile parlamentare din noiembrie 2004, în care a câștigat un loc. 

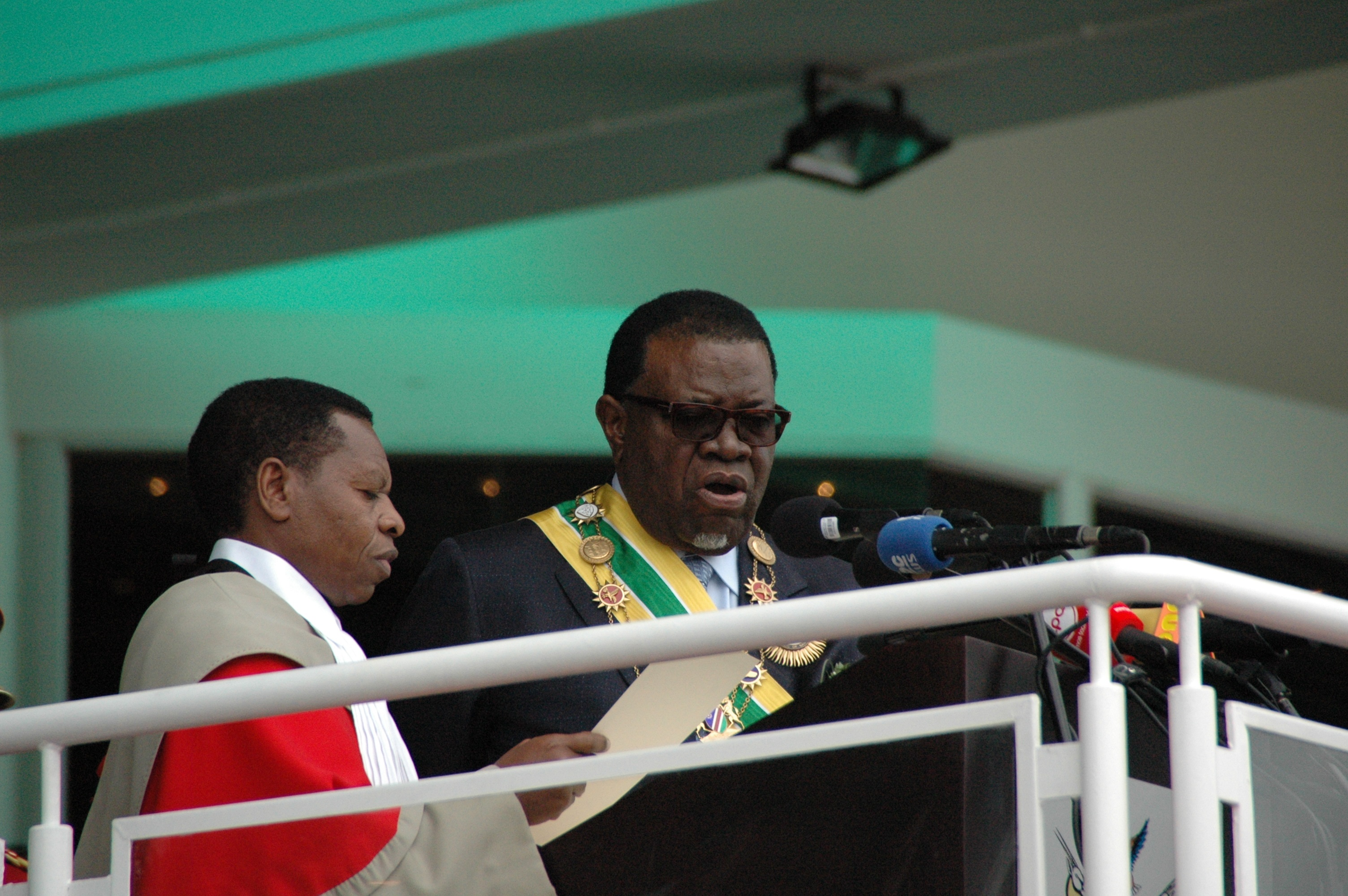
Depunerea jurământului președintelui Hage Geingob (2015)

Geingob a devenit șef al partidului SWAPO în Adunarea Națională la 18 aprilie 2007. El a fost readus în politburo SWAPO la jumătatea anului 2007, ocupând unul dintre cele două posturi vacante. Î.n. noiembrie 2007, cu câteva săptămâni înainte de un congres al partidului, politburo l-a numit pe Geingob singurul candidat pentru funcția de vicepreședinte al SWAPO. La congres, el a fost ales fără opoziție la 29 noiembrie 2007. și numit ministru al Comerțului și Industriei la 8 aprilie 2008.
La congresul partidului SWAPO din 2012, Geingob a fost reales vicepreședinte pe 2 decembrie, un rezultat considerat de natură să-l facă succesorul lui Hifikepunye Pohamba ca președinte al Namibiei în 2015. Geingob a primit 312 voturi de la delegați, în timp ce Jerry Ekandjo a primit 220 și Pendukeni Iivula-Ithana 64. În urma congresului, Pohamba l-a numit pe Geingob prim-ministru pe 4 decembrie 2012.
În calitate de candidat SWAPO, Geingob a fost ales președinte al Namibiei cu o marjă covârșitoare la 28 noiembrie 2014, primind 87% din voturi. A depus jurământul ca președinte la 21 martie 2015; la ceremonie au participat 15 șefi de stat și de guvern regionali. În urma învestirii sale, a numit mai mulți tineri printre care Emma Theofelus, Patience Masua și Daisry Mathias. În noiembrie 2019, Geingob a fost reales cu 56,3% din voturi.

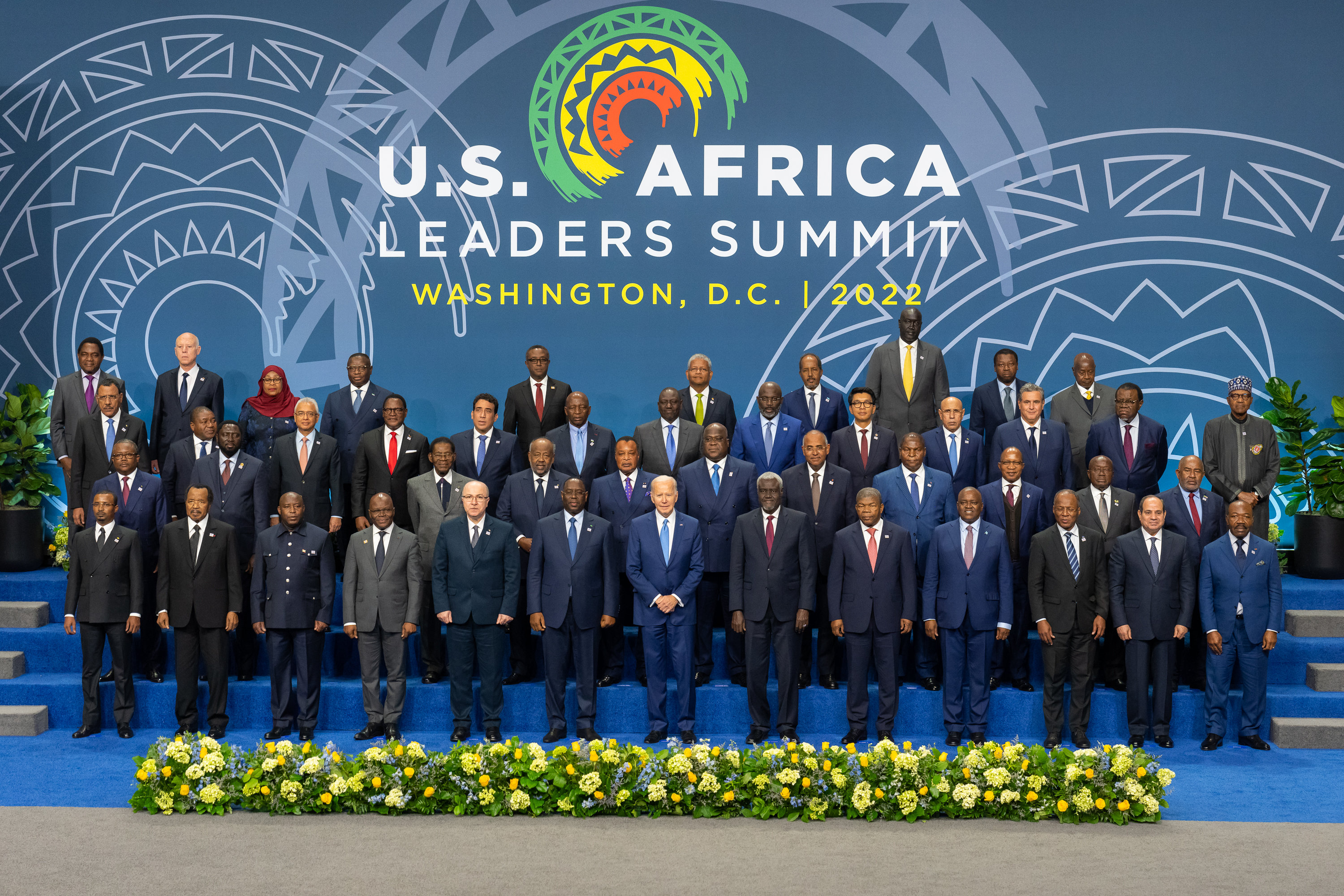
Geingob și președintele american Joe Biden la Summitul liderilor SUA-Africa de la Washington, decembrie 2022

În timp, ce oferea un interviu ziarului The Namibian în decembrie 2016, el a îndrăznit să transmită Statelor Unite să se alăture Curții Penale Internaționale pentru a asigura națiunile africane că instanța nu vizează în mod special africanii.
Geingob a fost președintele SADC după ce a fost ales în această funcție în 2018.
În aprilie 2021, Proiectul de Raportare a Crimei Organizate și a Corupției și The Namibian au raportat că Geingob a fost implicat în scandalul Fishrot, presupus că a instruit un oficial guvernamental să deturneze fonduri de la o companie de pescuit de stat pentru a mitui participanții la congresul electoral SWAPO din 2017 pentru a vota, pentru el.
În martie 2023, Geingob l-a numit pe Netumbo Nandi-Ndaitwah drept candidatul partidului Swapo la alegerile prezidențiale de anul viitor.
În ianuarie 2024, Geingob a susținut cazul de genocid al ICJ din Africa de Sud împotriva Israelului, spunând că „Nici o ființă umană iubitoare de pace nu poate ignora măcelul purtat împotriva palestinienilor în Gaza”.

## Viața personală
Geingob era cunoscut a fi un fan de fotbal și a participat la multe jocuri de mare profil. A participat în mod regulat la Namibia Annual Music Awards (NAMA), iar în tinerețe a cântat într-un cor și a cântat într-o trupă.
În 1967, Geingob s-a căsătorit cu Priscilla Charlene Cash, originară din New York; Cuplul a avut o fiică, Nangula Geingos-Dukes. Geingob s-a căsătorit mai târziu cu Loini Kandume, o femeie de afaceri, pe 11 septembrie 1993, în Windhoek, într-o căsătorie de mare profil care a dus la doi copii: o fiică și un fiu. Geingob a inițiat o procedură de divorț împotriva lui Kandume în mai 2006 și i s-a acordat o hotărâre de divorț provizorie în iulie 2008. Geingob s-a căsătorit cu Monica Kalondo pe 14 februarie 2015.

## Boală și moarte
În 2013, Geingob a suferit o intervenție chirurgicală pe creier, precum și o operație de aortă în Africa de Sud în anul următor. Geingob a spus mai târziu că a supraviețuit cancerului de prostată în 2014.
La 8 ianuarie 2024, Geingob a anunțat că a fost diagnosticat din nou cu cancer. Ulterior, el a mers la tratament în Statele Unite pe 25 ianuarie și s-a întors în Namibia pe 30 ianuarie după două zile de tratament. La 4 februarie, vicepreședintele Nangolo Mbumba a anunțat că Geingob a murit la Spitalul Lady Pohamba din Windhoek, unde a primit tratament, adăugând, de asemenea, „Alături de el era soția și copiii săi dragi”. Avea 82 de ani.
Vicepreședintele Nangolo Mbumba a depus jurământul oficial în funcția de președinte interimar al Namibiei la o ceremonie aranjată în grabă la State House din Windhoek, la aproximativ 15 ore după moartea lui Geingob. Un purtător de cuvânt al guvernului a spus că Mbumba va îndeplini restul mandatului lui Geingob, care expiră pe 21 martie 2025.

## Moștenire
Stadionul de rugby Hage Geingob și campusul școlii de medicină a Universității din Namibia, ambele din, Windhoek, poartă numele lui.

## Premii, onoruri și recunoaștere
- În 1980 a primit Palmes académiques (clasa de ofițeri) de către guvernul francez ca recunoaștere a, serviciilor valoroase în educație.
- În 1987 a primit medalia Omugulugwombashe (SWAPO) pentru curaj și serviciu îndelungat.
- În 1994 a primit LL. D. Honoris Causa de Columbia College, Illinois.[37]
- În 1994 a primit al doilea cel mai mare ordin din Cuba, Carlos Manuel de Céspedes.
- În 1994 a primit Ordinul Soarelui, clasa I de către Guvernul Namibiei pentru furnizarea de conducere politică remarcabilă.
- În 1995 a primit LL. D. (Doctorat în Drept) Honoris Causa de la Universitatea din Delhi, India.[37]
- În 1997 a primit LL. D. (Doctorat în Drept) Honoris Causa de către Universitatea din Namibia.[37]
- În 1998 a primit Doctoratul în Litere Umane (Honoris Causa) de către Universitatea Americană din Roma.[37]
- În 2001 a fost deschisă la Katutura o nouă școală care vizează educarea copiilor defavorizați și poartă numele președintelui. Liceul Hage G. Geingob îi educă pe mulți din așezările informale din jurul Windhoek.
- În 2015, președintele de atunci Hifikepunye Pohamba i-a conferit Ordinul Celei mai vechi Welwitschia Mirabilis, la inaugurarea lui Geingob ca al treilea președinte al Namibiei la 21 martie 2015.

## Activități de cercetare și publicații
Hage Geingob și-a luat doctoratul de la Universitatea din Leeds. Teza sa a fost intitulată „Formarea, statului în Namibia: promovarea democrației și a bunei guvernări”. În teza sa, el a examinat evenimente semnificative din procesul de formare a statului în Namibia și a oferit o perspectivă asupra rolului jucat de diverși actori implicați în modelarea evoluției Namibiei ca stat. El a examinat, de asemenea, eforturile namibienilor de a construi o societate împăcată din grupuri stratificate etnic și rasial, diverse și adesea antagonice, de a promova democrația și o politică de reconciliere, de a îmbunătăți starea de viață a grupurilor anterior dezavantajate prin acțiuni afirmative, de a încuraja buna guvernare, promovarea unei culturi a drepturilor omului si construirea institutiilor de stat care sa sustina aceste politici. În cele din urmă, el a efectuat un audit democratic al Namibiei.
În calitate de director al Institutului pentru Namibia și ca președinte al Comitetului de coordonare a cercetării, Hage Geingob a supravegheat toate activitățile de cercetare la Institutul Națiunilor Unite pentru Namibia. Rezultatul acestui efort a dus la 22 de studii de cercetare publicate.
Geingob a fost, de asemenea, președintele celui mai cuprinzător studiu întreprins vreodată despre Namibia, Namibia: Perspective for National Reconstruction and Development, care a fost întreprins de Institutul Națiunilor Unite pentru Namibia în conformitate cu mandatul dat de Adunarea Generală a Națiunilor Unite. Acest studiu a acoperit toate aspectele reconstrucției și dezvoltării socio-economice pentru Namibia independentă. Acest studiu a ajuns să fie cunoscut drept „Biblia albastră”,, referindu-se la culoarea copertei sale, printre cercetătorii și planificatorii din Namibia. Într-adevăr, acest stdiu a oferit planul pentru înființarea noului guvern în Namibia independentă.
În plus, Geingob a contribuit cu numeroase articole la diverse publicații, inclusiv monografii, periodice și ziare.
Geingob a călătorit pe toate continentele și a participat, a prezidat și a prezentat lucrări la numeroase conferințe ONU și alte conferințe internaționale. De asemenea, a participat în mod regulat la sesiunile Adunării Generale din 1965 până în 1985.